# 5924 Teruo
5924 Teruo è un asteroide della fascia principale. Scoperto nel 1994, presenta un'orbita caratterizzata da un semiasse maggiore pari a 2,3461088 UA e da un'eccentricità di 0,1090434, inclinata di 4,08845° rispetto all'eclittica.
Dal 25 maggio al 22 luglio 1994, quando 5956 d'Alembert ricevette la denominazione ufficiale, è stato l'asteroide denominato con il più alto numero ordinale. Prima della sua denominazione, il primato era di 5835 Mainfranken.
L'asteroide è dedicato all'alpinista giapponese Teruo Saegusa.